# ヘイトフォーム
ヘイトフォーム (Hateform)は、フィンランド・トゥルク出身のメロディックデスメタル/デスラッシュバンド。

## 略歴
2004年4月に、トミー・ライスト (G)、ヨニ・スオデンヤルヴィ (B、Back Vo)、ツォーマス・ヴァハマー (Ds)の3名によって結成。この3名は、モービッド・ドリーム (Morbid Dream)というプログレッシヴデスメタルバンドに在籍するバンドメイトだったが、音楽性の違いが原因でバンドを離脱し、ヘイトフォーム結成に至った。結成後、オーディションを経て、ペトリ・ニイストローム (Vo)が加入。2004年6月に初のギグを行っている。当初はシングルギター体制だったが、活動を開始して間もなくインソムニウムのギタリスト、ヴィレ・ヴァンニ (G)と接触、ヴィレがバンドに加入し、ツイン・ギター体制へと移行する。2005年に、1stデモ『Hateform』をリリース。2006年になって間もなく、学業に加えてインソムニウムの活動が多忙になったことからヴィレが脱退、代わって2月にトム・ガーディナーが加入する。同年に2ndデモ『Retaliate』をリリース。リリース後、フィンランドの新興レーベル・7:45レコードと契約。2008年1月に1stアルバム『Dominance』をリリースしデビューした。同アルバムは、日本でもサウンドホリックからリリースされ、日本デビューを果たしている。リリース後には、リージョン・オブ・ザ・ダムドやザ・スコージャーらとツアーを行っている。同年には、インターネット・シングル『Teuvo (Maanteiden Kuningas)』もリリースしている。
2009年にオリジナル・メンバーのツォーマスが脱退。トーチャー・キラーなどで活動するトゥオモ・ラトヴァラ (Ds)が加入。2010年に2ndアルバム『Origins of Plague』をリリース。リリース後、7:45レコードを離脱。2011年にフィンランド最大手のレコード会社・スパインファーム・レコードに移籍する。2012年には、隣国・スウェーデンのナイトレイジやスカー・シンメトリーらとツアーを行う話があったものの、ヘイトフォーム側の事情によりキャンセルとなっている。2013年に、3rdアルバム『Sanctuary in Abyss』をリリースした。
2014年4月5日のライヴをもって、無期限で活動を休止した。活動休止後、トミー・ライストはペイン・コンフェッサーで、トム・ガーディナーはソリューション .45、トゥオモがトーチャー・キラーで音楽活動を継続する。
メンバーの内、トミー・ライストとトム・ガーディナーは、ポリ出身のメロディックデスメタルバンド・モルス・プリンシピアム・エストに双方加入していたことがある。トミーは2007年に加入し、2011年まで同バンドで活動していた。一方で、トムは2008年8月に加入するも翌2009年3月には脱退。この約半年の間のみ、トミーとトムはモルス・プリンシピアム・エストで活動を共にしていた。ただし、この2名ともモルス・プリンシピアム・エストの音源には参加することなく、同バンドを離れている。

## メンバー

### 活動休止時のメンバー
- ペトリ・ニイストローム (Petri Nyström) - ボーカル
- トミー・ライスト (Tomy Laisto) - ギター

モルス・プリンシピアム・エスト、ペイン・コンフェッサー、モービッド・ドリームでも活動。初期アモラルのライヴにセッション・ベーシストに参加したことがある。
- トム・ガーディナー (Tom Gardiner) - ギター

モルス・プリンシピアム・エスト、ソリューション .45、エッセンス・オブ・ソロウ等でも活動。
- ヨニ・スオデンヤルヴィ (Joni Suodenjärvi) - ベース、バッキング・ボーカル

ウォッチ・ミー・フォール、モービッド・ドリームでも活動。
- トゥオモ・ラトヴァラ (Tuomo Latvala) - ドラムス

オムニアム・ギャザラム、トーチャー・キラー、デミゴッド等でも活動。

### 過去のメンバー
- ヴィレ・ヴァンニ (Ville Vänni) - ギター

インソムニウム、ウォッチ・ミー・フォールでも活動。現在は外科医に専念している。
- ツォーマス・ヴァハマー (Tuomas Vähämaa) - ドラムス

モービッド・ドリームでも活動。

## ディスコグラフィ
- 2005年 Hateform (Demo)
- 2006年 Retaliate (Demo)
- 2008年 Dominance
- 2008年 Teuvo (Maanteiden Kuningas) (Single)
- 2010年 Origins of Plague
- 2013年 Sanctuary in Abyss